# Уругвај на Светском првенству у атлетици на отвореном 2015.
Уругвај је учествовао на Светском првенству у атлетици на отвореном 2015. одржаном у Пекингу од 12. до 30. августа петнаести пут, односно учествовао је на свим првенствима до данас. Репрезентацију Уругваја представљало је троје атлетичара (2 мушкарца и 1 жена) који су се такмичили у три дисциплине,
Не овом првенству Уругвај није освојио ниједну медаљу, а оборен је национални рекорд  на 400 м препоне за жене.

## Учесници
| Мушкарци: - Андрес Силва — 400 м препоне - Емулијано Ласа — Скок удаљ | Жене: - Дебора Родригез — 800 м, 400 м препоне |  |

## Резултати

### Мушкарци
| Атлетичар      | Дисциплина    | Лични рекорд | Квалификације  | Квалификације  | Полуфинале     | Полуфинале     | Финале               | Финале         | Детаљи |
| Атлетичар      | Дисциплина    | Лични рекорд | Резултат       | Место          | Резултат       | Место          | Резултат             | Место          | Детаљи |
| -------------- | ------------- | ------------ | -------------- | -------------- | -------------- | -------------- | -------------------- | -------------- | ------ |
| Андрес Силва   | 400 м препоне | 48,65 НР     | Није стартовао | Није стартовао | Није стартовао | Није стартовао | Није стартовао       | Није стартовао |        |
| Емулијано Ласа | скок удаљ     | 8,09 НР      | 7,95           | 11. у гр. Б    |                |                | Није се квалификовао | 23. / 28 (32)  |        |

### Жене
| Атлетичарка     | Дисциплина    | Лични рекорд | Квалификације | Квалификације | Полуфинале            | Полуфинале            | Финале                | Финале       | Детаљи |
| Атлетичарка     | Дисциплина    | Лични рекорд | Резултат      | Место         | Резултат              | Место                 | Резултат              | Место        | Детаљи |
| --------------- | ------------- | ------------ | ------------- | ------------- | --------------------- | --------------------- | --------------------- | ------------ | ------ |
| Дебора Родригез | 800 м         | 2:01,46 НР   | 2:02.46       | 5. у гр. 5    | Није се квалификовала | Није се квалификовала | Није се квалификовала | 34 / 44 (45) |        |
| Дебора Родригез | 400 м препоне | 56,33 НР     | 56,30 НР      | 6. у гр. 3 кв | 56.47                 | 8 у гр. 1             | Није се квалификовала | 21 / 35 (37) |        |